# Alucita pygmaea
Alucita pygmaea är en fjärilsart som beskrevs av Edward Meyrick 1890. Alucita pygmaea ingår i släktet Alucita och familjen mångfliksmott, (Alucitidae). Inga underarter finns listade i Catalogue of Life.

## Bildgalleri

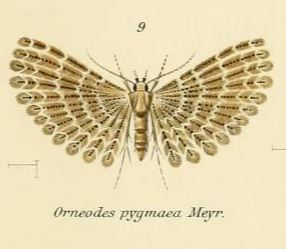